# Jeghisje Tjarents minnesmuseum
Jeghisje Tjarents minnesmuseum (Armeniska: Եղիշե Չարենցի տուն-թանգարան, Yehishe Charents'i tun-t'angaran) är ett personmuseum i Jerevan i Armenien. 
Museet finns i den våning, där poeten Jeghisje Tjarents bodde 1935–1937. Det öppnade för allmänheten 1975. Det visar personliga tillhörigheter, manuskript och dokument, inklusive Tjarents bibliotek med 1 450 böcker.

## Bildgalleri

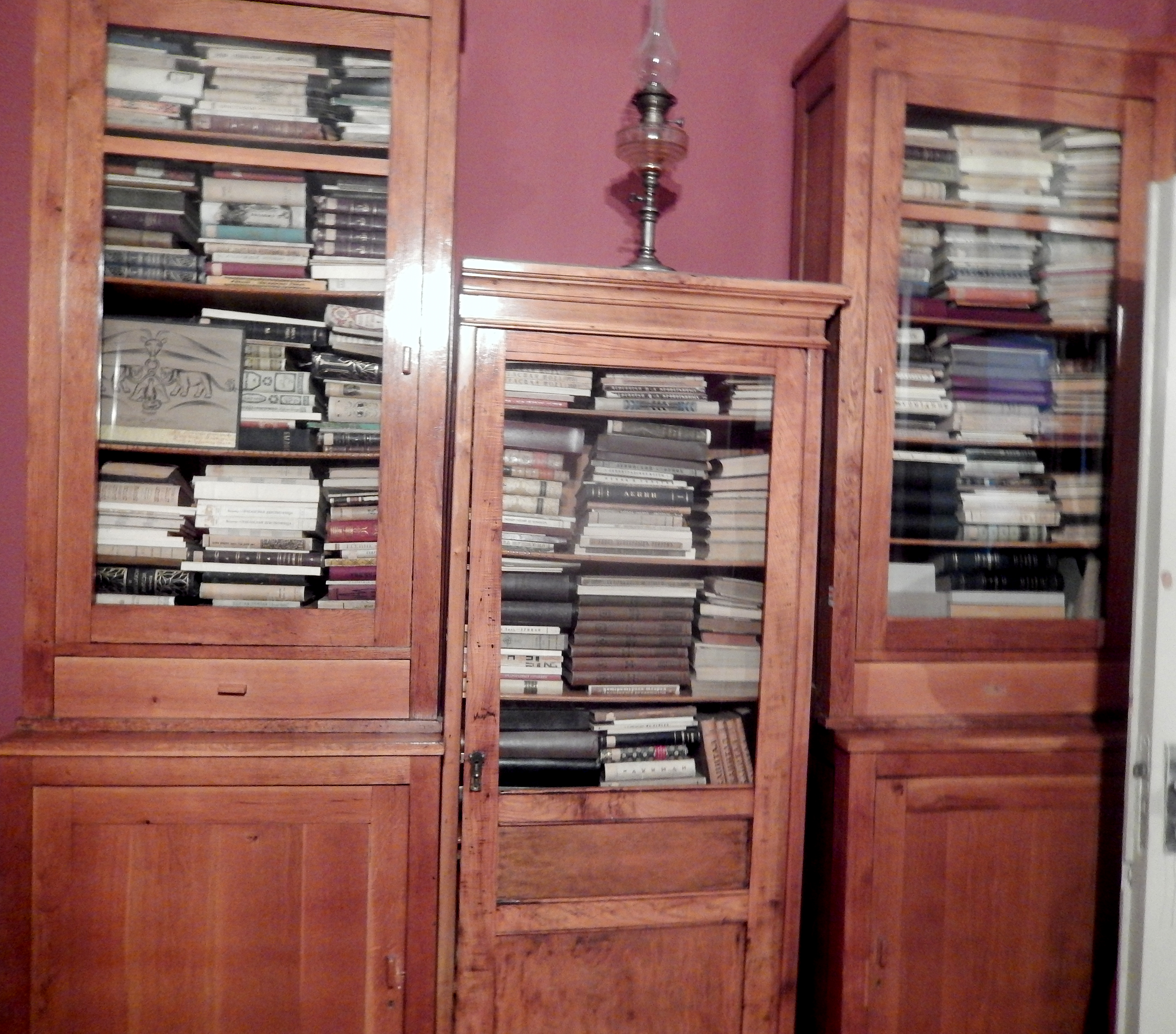
Jeghisje Tjarents bibliotek
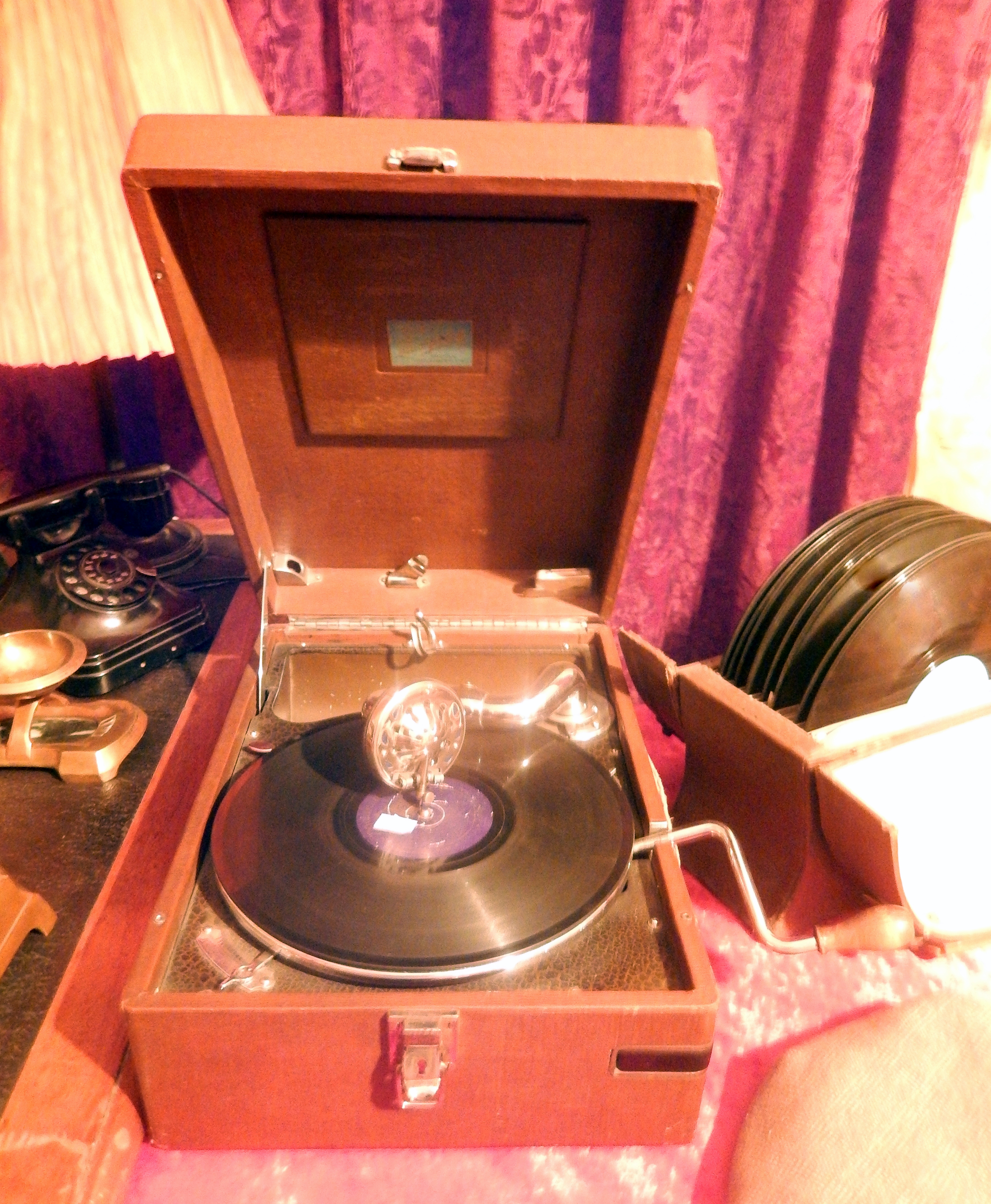
Jeghisje Tjarents grammofon